# Сент Винсент (Минесота)
Сент Винсент (енгл. St. Vincent) град је у америчкој савезној држави Минесота.

## Демографија
По попису из 2010. године број становника је 64, што је 53 (-45,3%) становника мање него 2000. године.
| Група             | 2000.       | 2010.      |
| Белци             | 109 (93,2%) | 59 (92,2%) |
| Афроамериканци    | 0 (0,0%)    | 0 (0,0%)   |
| Азијати           | 3 (2,6%)    | 0 (0,0%)   |
| Хиспаноамериканци | 0 (0,0%)    | 4 (6,3%)   |
| Укупно            | 117         | 64         |